# Bernardo Buontalenti

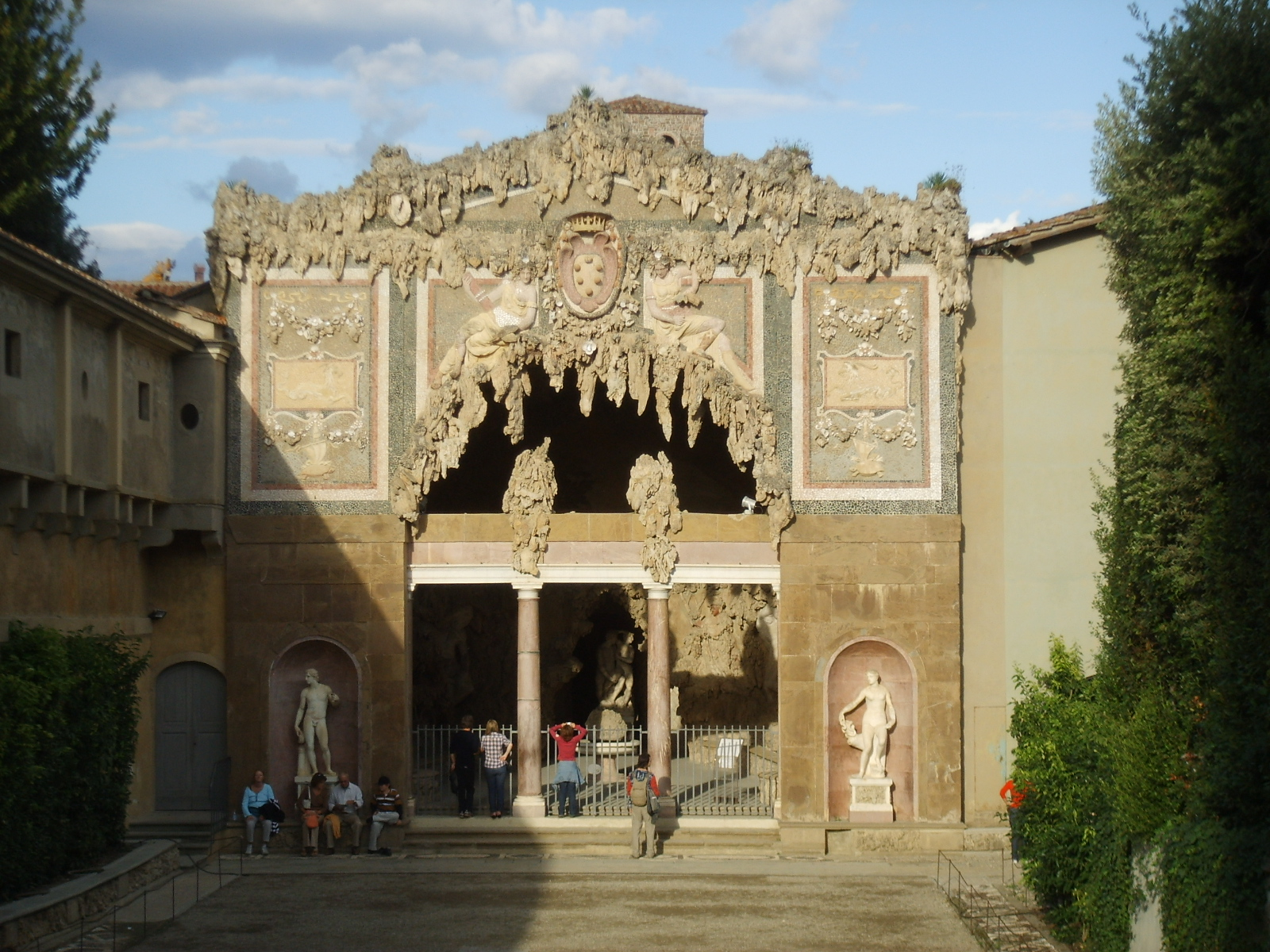
Entrada da gruta de Buontalenti

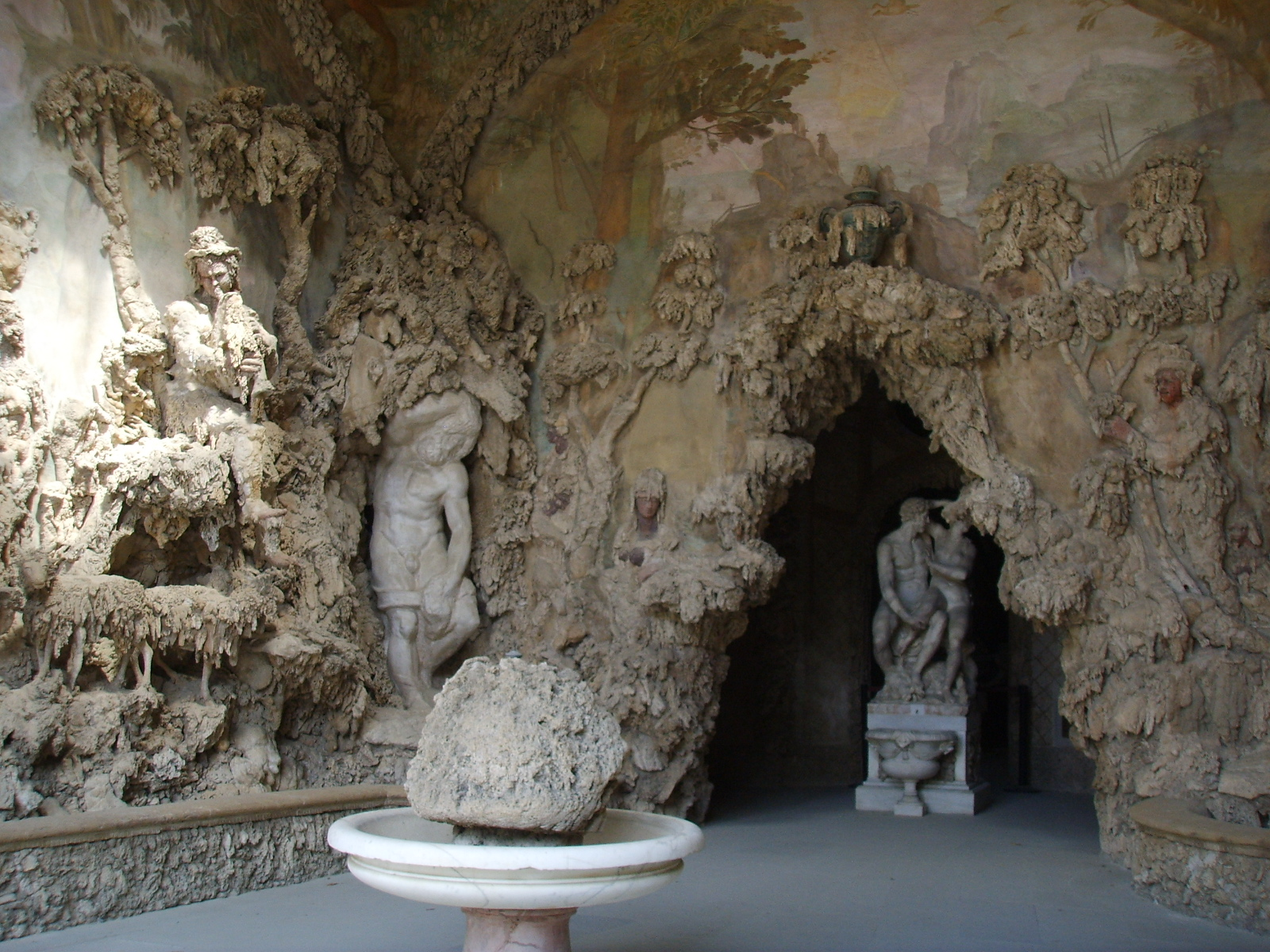
Interior da gruta

Bernardo Buontalenti (Florença, 15 de dezembro de 1531 – 6 de junho de 1608) foi um cenógrafo, arquiteto, paisagista, pintor, escultor, mecânico, figurinista, matemático, miniaturista e engenheiro militar italiano. Seu nome de batismo era Bernardo delle Girandole.
Ainda jovem entou para o serviço da família Medici e com eles permaneceu toda sua vida. Estudou escultura com Michelangelo, pintura com Salviati e Bronzino, iluminura com Giulio Clovio e arquitetura com Vasari.
Ele foi considerado um dos mais importantes arquitetos, paisagistas e engenheiros do Maneirismo. Sua primeira obra conhecida foi o Palazzo di Bianca Cappello em Florença, de 1568.
Projetou as fortificações e a planta urbana de Livorno, e em Florença realizou as fortificações do Belvedere, o paisagismo do Parco di Pratolino e do Giardino di Boboli, e a decoração do Palácio Pitti, criando uma famosa gruta com decoração altamente fantasiosa. Também trabalhou nas muralhas das cidades de Pistoia, Grosseto, Prato, Portoferraio e Nápoles. Aperfeiçoou o desenho dos canhões e inventou uma nova granada incendiária.